# Phú Lộc, huyện Tân Phú
Phú Lộc là một xã thuộc huyện Tân Phú, tỉnh Đồng Nai, Việt Nam.
Xã có diện tích 30,64 km², dân số năm 1999 là 8454 người, mật độ dân số đạt 276 người/km².

## Hành chính
Xã Phú Lộc được chia thành 5 ấp: 1, 2, 3, 4, 5.

## Lịch sử
Trước năm 2016, xã Phú Lộc được chia thành 8 ấp: 1, 2, 3, 4, 5, 6, 7, 8.
Ngày 11 tháng 8 năm 2017, Uỷ ban Nhân dân tỉnh Đồng Nai ban hành Quyết định 2817/QĐ-UBND, trong đó:
- Thành lập ấp 1 trên cơ sở ấp 1 và một phần ấp 6.
- Thành lập ấp 2 trên cơ sở ấp 2, ấp 3 và một phần ấp 4.
- Thành lập ấp 3 trên cơ sở ấp 5, một phần ấp 4 và một phần ấp 6.
- Đổi tên ấp 7 thành ấp 4.
- Đổi tên ấp 8 thành ấp 5.